# العلاقات الآيسلندية الكولومبية
العلاقات الآيسلندية الكولومبية هي العلاقات الثنائية التي تجمع بين آيسلندا وكولومبيا.

## مقارنة بين البلدين
هذه مقارنة عامة ومرجعية للدولتين:
| وجه المقارنة                                              | آيسلندا          | كولومبيا        |
| --------------------------------------------------------- | ---------------- | --------------- |
| المساحة (كم2)                                             | 103.00 ألف       | 1.14 مليون      |
| عدد السكان (نسمة)                                         | 317.35 ألف       | 49.07 مليون     |
| الكثافة السكانية (ن./كم²)                                 | 3.08             | 43.04           |
| العاصمة                                                   | ريكيافيك         | بوغوتا          |
| اللغة الرسمية                                             | اللغة الآيسلندية | اللغة الإسبانية |
| العملة                                                    | كرونة آيسلندية   | بيزو كولومبي    |
| الناتج المحلي الإجمالي (بليون دولار)                      | 23.91 مليار      | 309.19 مليار    |
| الناتج المحلي الإجمالي (تعادل القوة الشرائية) بليون دولار | 15.79 مليار      | 724.96 مليار    |
| الناتج المحلي الإجمالي الاسمي للفرد دولار أمريكي          | 50.17 ألف        | 7.60 ألف        |
| الناتج المحلي الإجمالي للفرد دولار أمريكي                 | 46.55 ألف        | 13.36 ألف       |
| مؤشر التنمية البشرية                                      | 0.899            | 0.720           |
| رمز المكالمات الدولي                                      | +354             | +57             |
| رمز الإنترنت                                              | .is              | .co             |
| المنطقة الزمنية                                           | 00، أوروبا/لندن ‏ | 00              |

## منظمات دولية مشتركة
يشترك البلدان في عضوية مجموعة من المنظمات الدولية، منها:
| علم المنظمة | اسم المنظمة                               | تاريخ انضمام آيسلندا | تاريخ انضمام كولومبيا |
| ----------- | ----------------------------------------- | -------------------- | --------------------- |
|             | وكالة ضمان الاستثمار متعدد الأطراف        | 25 سبتمبر 1998       | 30 نوفمبر 1995        |
|             | حلف شمال الأطلسي                          | 4 أبريل 1949         | ?                     |
|             | منظمة الشرطة الجنائية الدولية             | ?                    | ?                     |
|             | منظمة حظر الأسلحة الكيميائية              | ?                    | ?                     |
|             | منظمة التجارة العالمية                    | ?                    | ?                     |
|             | الفريق المعني برصد الأرض                  | ?                    | ?                     |
|             | الأمم المتحدة                             | 19 نوفمبر 1946       | 5 نوفمبر 1945         |
|             | مؤسسة التمويل الدولية                     | 20 يوليو 1956        | 20 يوليو 1956         |
|             | يونسكو                                    | 8 يونيو 1964         | 31 أكتوبر 1947        |
|             | مؤسسة التنمية الدولية                     | 19 مايو 1961         | 16 يونيو 1961         |
|             | البنك الدولي للإنشاء والتعمير             | 27 ديسمبر 1945       | 24 ديسمبر 1946        |
|             | المنظمة الهيدروغرافية الدولية             | ?                    | ?                     |
|             | الاتحاد البريدي العالمي                   | ?                    | ?                     |
|             | المركز الدولي لتسوية المنازعات الاستشارية | 14 أكتوبر 1966       | 14 أغسطس 1997         |
|             | الاتحاد الدولي للاتصالات                  | 1 أكتوبر 1906        | 25 أغسطس 1914         |

## وصلات خارجية
- موقع وزارة الخارجية الآيسلندية
- موقع وزارة الخارجية الكولومبية